# Porto Alegre do Piauí
Porto Alegre do Piauí est une municipalité brésilienne située dans l'État du Piauí.